# Jonathan Gerardo Martínez
Jonathan Gerardo Martínez (Guadalajara, Jalisco; 18 de febrero de 1998) es un futbolista mexicano, juega como Mediocampista y su equipo actual son los Mineros de Zacatecas de la Liga de Expansión MX.

## Trayectoria
Inicios
Empezó en las categorías inferiores del Club Deportivo Guadalajara donde estuvo 4 años y luego pasó al Querétaro Fútbol Club Sub-20 donde estuvo 1 año.

### Cimarrones de Sonora
En 2018 llegó a Cimarrones de Sonora con los que debutó el 20 de julio de 2018 en una victoria por 2-1 contra Atlante. El 28 de julio de 2018, en la jornada 2 del mismo torneo, anotó su primer gol con los sonorenses, en un empate a 2 contra Cafetaleros de Tapachula.

### Dorados de Sinaloa
En 2020 se incorpora a Dorados de Sinaloa donde jugó 23 partidos.

### Atlante Fútbol Club
En 2021 llega al Atlante donde consigue dos campeonato de Liga de Expansión.

### Celaya Fútbol Club
El 15 de diciembre de 2023 se anuncia su llegada al Club Celaya.